# Paso de Indios
Paso de Indios è un comune dell'Argentina situato nel dipartimento di Paso de Indios, di cui è capitale, in provincia di Chubut.